# Cória
Cória (em castelhano: Coria) é um município da Espanha na comarca do Vale do Alagón, província de Cáceres, comunidade autónoma da Estremadura. Tem 103,5 km² de área e em 2021 tinha 12 330 habitantes (densidade: 119,1 hab./km²).

## Demografia
| Variação demográfica do município entre 1991 e 2004 [carece de fontes?] | Variação demográfica do município entre 1991 e 2004 [carece de fontes?] | Variação demográfica do município entre 1991 e 2004 [carece de fontes?] | Variação demográfica do município entre 1991 e 2004 [carece de fontes?] |
| ----------------------------------------------------------------------- | ----------------------------------------------------------------------- | ----------------------------------------------------------------------- | ----------------------------------------------------------------------- |
| 1991                                                                    | 1996                                                                    | 2001                                                                    | 2004                                                                    |
| 11108                                                                   | 11900                                                                   | 12086                                                                   | 12832                                                                   |